# Marie Pinterova
Marie Pinterova (Brandýs nad Labem-Stará Boleslav, 16 augustus 1946) is een tennisspeelster uit Hongarije. Zij werd als Marie Neumannová geboren in Tsjecho-Slowakije. Door haar huwelijk met de Hongaar Pinter stond zij vanaf Wimbledon 1975 te boek als de Hongaarse Pinterova.
Zij begon op veertienjarige leeftijd met het spelen van tennis.
Tot op hoge leeftijd speelde Pinterova nog ITF-toernooien, in 2016 won zij het graveltoernooi Scandinavian EB Championships, en in 2019 de dubbelspeltitel op het Hungarian International Senior Tennis Championship László Lénárt.
Pinterova ontving de European Lifetime Senior Champion awards.